# Кохлови
Кохлови (пол. Kochłowy, нім. Kochlow) — село в Польщі, у гміні Остшешув Остшешовського повіту Великопольського воєводства.
Населення — 326 осіб (2011).
У 1975-1998 роках село належало до Каліського воєводства.

## Демографія
Демографічна структура станом на 31 березня 2011 року:
|          | Загалом | Допрацездатний вік | Працездатний вік | Постпрацездатний вік |
| -------- | ------- | ------------------ | ---------------- | -------------------- |
| Чоловіки | 118     | 30                 | 75               | 13                   |
| Жінки    | 208     | 35                 | 110              | 63                   |
| Разом    | 326     | 65                 | 185              | 76                   |